# Peter Igelhoff
Peter Igelhoff (de son vrai nom Rudolf August Ordnung, né le 22 juillet 1904 à Vienne, mort le 8 avril 1978 à Bad Reichenhall) est un compositeur autrichien.

## Biographie
De 1924 à 1932, il travaille à la municipalité de Vienne. Il commence sa carrière ensuite alors qu'il étudie la musique à Vienne et à Londres. En 1936, il s'installe à Berlin et devient pianiste dans divers établissements, notamment le Kabarett der Komiker.
Il écrit plus de mille chansons, la plupart éditées en disque 78 tours. Dès 1938, il écrit pour le cinéma, il fera la musique de cinquante films et cent téléfilms mais aussi des musiques pour des pièces de théâtre. À ses débuts, on le voit même en tant qu'acteur.
Les chansons swing et jazz d'Igelhoff sont marquées par une mélodie légère et des paroles profondes qui plaisent au public des années 1930, mais pas aux nazis qui le jugent trop américain. La Chambre de la musique du Reich l'interdit. Igelhoff est envoyé au front en 1942.
Après la Seconde Guerre mondiale, Igelhoff obtient ses plus grands succès. Il apparaît à la télévision, où il joue ses compositions au piano et parfois les chante.

## Filmographie
- 1938: Zwei Frauen
- 1939: Drunter und drüber
- 1939: Marguerite : 3
- 1940: Was wird hier gespielt?
- 1940: Herz - modern möbliert
- 1942: Vive la musique
- 1950: Die Nacht ohne Sünde
- 1951: Mutter sein dagegen sehr
- 1953: Fräulein Casanova
- 1953: Tante Jutta aus Kalkutta
- 1953: Schlagerparade
- 1953: Drei, von denen man spricht
- 1953: Bravo je suis papa!
- 1954: Sonne über der Adria
- 1955: Der doppelte Ehemann
- 1955: Eine Frau genügt nicht
- 1955: Benehmen ist Glückssache
- 1955: Der Frontgockel
- 1956: IA in Oberbayern
- 1956: Waldwinter
- 1956: Ein tolles Hotel
- 1956: II-A in Berlin
- 1956: Liebe, Sommer und Musik
- 1957: Die verpfuschte Hochzeitsnacht
- 1957: Zwei Bayern im Harem
- 1957: Zwei Bayern im Urwald
- 1958: Piefke, der Schrecken der Kompanie
- 1958: Majestät auf Abwegen
- 1959: Paprika
- 1959: Die unvollkommene Ehe
- 1959: Gangsterjagd in Lederhosen
- 1959: Natürlich die Autofahrer
- 1960: Der wahre Jakob
- 1965: Adieu Mademoiselle
- 1969: Alle Hunde lieben Theobald

## Source de la traduction
- (de) Cet article est partiellement ou en totalité issu de l’article de Wikipédia en allemand intitulé « Peter Igelhoff » (voir la liste des auteurs).